# تسيل أم زي– كابرون

## معلومات عامة
على الرغم من كون تسيل أم زي وكابرون قريتين منفصلتين إلا أنهما تشكلان وجهة واحدة للكثير من زوار المنطقة لما تحملانه من صفات مشتركة. تقعان في ولاية سالزبورغ.
البنية التحتية للضيوف العرب: على الرغم من صغرها، لكن زيل أم سي كابرون هي ثاني أهم مقصد سياحي في النمسا (بعد فيينا). وبسبب وجود الكثير من الضيوف من الشرق الأوسط، فقد بدأوا بتقديم العديد من المطاعم الحلال وخيام الشيشة وغيرها من المنتجات التي تجتذب السواح العرب.

## أهم الأماكن السياحية

### تسيل أم زي
تعتبر تسيل أم زي (Zell am See) منطقة التنوع البيئي من قمة الجبل وحتى الوادي. تجدُ على بعد ساعة واحدة من جنوب مدينة سالزبورغ أكثر المناطق شعبيةً لقضاء العطلات من أجل الضيوف القادمين من الشرق الأوسط للنمسا، تقعُ مدينة «تسيل أم زي» أسفلَ الجبل المحلي الذي يبلغُ ارتفاعه 2,000م، ويدعى «شمتنهوه» Schmittenhöhe ، وإلى جانب بحيرة «زيل» المشهورة. لقد أصبحت القرية التي تقعُ في الوادي الرائع في منطقة جبال الألب منتجعاً صحياً مناخياً منذ عام 1961 وهي مشهورةٌ ببحيرتها، إنَّ بحيرة «زيل» صالحةٌ لما هو أكثر من مجرد التمتع بمنظرها الجميل، فهي أيضاً تعدُّ خزاناً طبيعياً يتسعُ ل 175 مليون متر مكعب وتزود المدينة بأنقى مياه الشرب. البحيرة التي تبلغ مساحتها 4.3 كيلومتر مربع مناسبةٌ بشكل رائعٍ أيضاً من أجل الاستمتاع والاسترخاء.سوف تجدُ عند مداخل المدينة مباشرةً جبل Schmittenhöhe الذي يبلغ ارتفاعه 2,000م. توجدُ ممرات رائعة للمشي تتخللها مناظرٌ جميلة وهي قريبةٌ جداً من وسط القرية، ولكن من الممتع أيضاً قضاء بعض الوقت في مركز مدينة «تسيل أم زي» حيث تدعوك الشوارع التي تتواجد فيها المتاجر للتجول ويوجدُ سوق أسبوعيٌ في ساحة «ستاد بلاتز». 

#### بحيرة زيل ورحلة في القارب
بحيرة زيل ورحلة في القارب (Lake Zell & boat ride) أرخِ الحبال وانطلق بالعَبّارة البخارية للأمام. تقعُ بحيرة «زيل» الواقعة في واديٍ رائعٍ بين قمة جبل Grossglockner وهو الأعلى في النمسا وجبل Kitzsteinhorn المغطى بالثلج. لقد أصبح وادي «تسيل أم زي» المهيب والقابع في جبال الألب منتجعاً صحياً منذ عام 1961. تعدُّ بحيرة «زيل» خزاناً طبيعياً يتسعُ ل 175 مليون متر مكعب وتزود المدينة بأنقى مياه الشرب، وبالتأكيد يصلح سطحُ البحيرة أيضاً بشكل رائعٍ من أجل ممارسة الرياضات المائية في الصيف والرياضات الجليدية في الشتاء. تدعوك البحيرةُ التي تبلغ مساحتها 4.7 كليومتر مربع للقيام بنزهة مريحة في القارب. يوجد أربع عَبّاراتٍ بخاريةٍ مختلفةٍ وممتعةٍ تُبحرُ عبر بحيرة «زيل». سوف تأخذك الرحلة على متنِ عَبّارة MS Schmittenhöhe على سبيل المثال إلى شواطئ Sonnhof و Thumersbach وكذلك تتوفرُ المأكولات خلال الرحلة مع وجود خدمة تقديم الطعام على متن العبّارة. 

### كابرون
تتميز منطقة كابرون (Kaprun) بقربها من قممِ جبال الألب الرائعة، يعود تاريخها الحافل بالأحداث لعدَّة قرون. المَعلم المميز لها هي قلعتها - وهي المبنى الذي رُمِمَ بشكلٍ كليٍّ في عام 1975- المُشيَّدة على قطعة صخرية بارزة في القرن الثاني عشر. من أهم المعالم التي يتوجب زيارتها في مدينة «كابرون» هي الكتلة الجليدية على جبل كيتنشتاينهورن (Kitzsteinhorn) طُورت أول منطقة تزلجٍ جليدية هنا ببناءِ عرباتٍ مُسيرةٍ على سككٍ حديدية على ثلاثة مراحلٍ صعوداً نحو جبل Kitzsteinhorn (3.203م). وتوفر منطقة التزلج هذه الثلوج على مدار السنة وتتيح بذلك تجربة ممارسة التزلج في نفس الوقت، وحتى خلال فصل الصيف تستطيع الصعود بواسطة العربات المُسيرة على سككٍ حديديةٍ ومشاهدة الثلوج. يوجدُ أيضاً مُتنزهٌ عائليٌ ترفيهيٌ يدعى «آيس أرينا» تتوفرُ فيه ممراتٌ لممارسة التزحلق ونشاطاتٌ ممتعةٌ أخرى تُمارسُ وسطَ الثلوج من أجل جميع أفراد العائلة.

#### كيتشتاينهورن غلاسير والتلفريك
يمكم مشاهدة الثلجٌ في فصل الصيف في (Kitzsteinhorn Glacier & Cable Car). تحتاجُ عرباتُ التلفريك بضع دقائق لتصعد بك من الملهى الموجود عند جانب البحيرة إلى قمة جبل Kitzsteinhorn المهيب وهو أعلى جبل لمشاهدة المناظر في مدينة سالزبورغ في فصل الصيف والشتاء.
تتواجدُ الثلوجُ على قمة جبل Kitzsteinhorn البالغ ارتفاعه 2,900م في فصل الصيف أيضاً. وتعتبر التزحلق على الثلج خلال منتصف الفصل الدافئ مغامرةً حقيقيةً لكلِّ الأطفال. من المعالم الأخرى المناظر البانورامية الخلابة لقممِ سلسلة جبال Hohe Tauern البالغ ارتفاعها 3000م والتي تستطيع أن تستمتع بمشاهدتها وأنت جالس على شرفة لها إطلالة بانورامية على ارتفاع 3000م فوق مستوى سطح البحر. جبل Grossglockner - وهو الأعلى في النمسا- قريبٌ جداً لدرجة أنك تستطيع أن تمُدَّ يدك وتلمسه. تتلألئ القمم الجليدية للمنتزه الوطني Hohe Tauern تحت أشعة الشمس وتستطيع أن ترى النسور الذهبية المهيبة وهي تُحلِقُ عالياً فوق قممِ الجبال.
 نسخة محفوظة 18 مارس 2011 على موقع واي باك مشين.

##### آيس أرينا
الإحساس بالبرد في فصل الصيف في (Ice Arena) حيث تأخذك ثلاثُ عرباتِ تلفريك موجودة على جبل Kitzsteinhorn في تجربة جليدية لا تنسى على ارتفاع 3000 م فوق مستوى سطح البحر. استمتع «بالتحليق» فوق الكتلة الجليدية وأعلى برج أسلاكٍ حاملٍ لمصاعد التزلج في العالم على ارتفاع 3029م. توجد منطقةٌ تنتظر زيارتك لها تقعُ تحت قمة الجبل قليلا وفوق الهضبة الجليدية حيث تستطيع أن تقوم بالمغامرات، وهي فريدة من نوعها في النمسا تستطيع ممارسة النشاطات والقيام بالمغامرات والعديد من الأشياء في متنزه «آيس أرينا» الذي يوجدُ فيه شاطئ ثلجي ومقاعد للاسترخاء ومنزلقات ثلجية وألعاب للأطفال.اصعد للتمتع بمتنزه «آيس أرينا» مجاناً باستخدام بطاقة ' تسيل أم زي– كابرون'
 نسخة محفوظة 4 سبتمبر 2010 على موقع واي باك مشين.

##### منصة جيبفل فيلت 3000
تعتبر منصة «جيبفل فيلت 3000» (بالألمانية: Gipfelwelt 3000)‏ منصة بانورامية مذهلة تتوضع على ارتفاع 3000 متر وتقع على نهر Kitzsteinhorn، وهي توفر للزوار فرصة رؤية أكثر من 30 قمة من قمم جبال الألب. كما أن الوصول إلى هناك أمر سهل: فكل ما يلزم هو ركوب عربة قطار هوائي للتمكن من الوصول إلى القمة.

#### جبل شميتينهوهي والتلفريك
يوفر Schmittenhoehe mountain & Cable Car تجربة مميزة لمحبي المرتفعات. عند مدخلِ «تسيل أم زي» تماماً، تستطيع أن تستمتع بالمناظر الرائعة من على قمة جبل Schmittenhöhe الذي يبلغُ ارتفاعه 2,000م. يجتذبُ الجبلُ المتزلجين وراكبي ألواح التزلج من شهر ديسمبر وحتى منتصف شهر أبريل. تستطيع أن تستمتع بزيارة الجبل المحلي في الصيف إلى أقصى حد، يُمكِنك ركوب تلفريك 'Zeller Bergbahn للصعود ومشاهدة المناظر البانورامية، يَصعدُ التلفريك بك من قاعدته الموجودة في الوادي ويأخذك مباشرةً إلى فندقِ الجبل الموجود على ارتفاع2,000 م. تستطيعُ أيضاً أن تختار القيام برحلة مشياً على الأقدام من مركز مدينة «زيل» وحتى Köhlergraben....   

#### خزّانات «كابرون» في جبال الألب
في خزّانات «كابرون» في جبال الألب (Kaprun Alpine Reservoirs) تستطيع أن تتعلم عن أهمية المياه كمصدرٍ لتوليد الطاقة النظيفة والمُستدامة عند قيامك بجولة إلى خزّاني «كابرون» في الجبل العالي (بحيرتان اصطناعيتان). تُجمعُ 16 مليون متر مكعب من المياه الموجودة في الخزّانين وتُوجَهُ عبر المولدات من أجل أن تُوَلِدَ الطاقة الكهربائية. رُسمت أولى المخططات من أجلِ إقامة محطةٍ ضخمةٍ لتوليد الطاقة في جبال الألب بين عامي 1920 و1930. في الوقت الحاضر، تُقِلُ باصات شركة Tauern Touristik للنقل الزوارَ من عند موقف السيارات في الوادي وتأخذهم للأعلى لرؤية الخزّانين. أُنجزَ جزءٌ من الطريق المؤدي للأعلى بواسطةِ أكبر شركة مُصنعة للمصاعد المفتوحة والمائلة في أوروبا. يُوضِحُ خبراءٌ كيفية إنتاج الطاقة في محطة توليد الطاقة هذه أثناء قيامك بجولة في منطقة الخزانين بمساعدةِ مرشدٍ سياحي. سوف يُوضِحُ لك الخبراء أيضاً الغاية من وجود الخزانين على ارتفاع 2,040م و1,672م. يوجدُ أيضاً 'دار الطاقة' في «كابرون» وهو مركزٌ للمعلومات الإعلامية يقع أسفل الوادي، تستطيع أن تتعلم هناك كل شيء عن الطاقة الكهربائية المُنتجة في محطة Tauernلتوليد الطاقة، وتستطيعُ أن تشاهدَ كل ما يجري في حجرة الآلات من صالة العرض. 
[www.verbund-tourismus.at/en]

## فنادق وأماكن إقامة

### فندق جراند تسيل أم زي
يقعُ فندق جراند تسيل أم زي (Grand Hotel Zell am See) مباشرةً عند ضفةِ بحيرة «زيل» وسط جبال الألب في النمسا. يَمنَحُكَ فندق جراند تسيل أم زي جاذبية الضيافة النمساوية الممزوجة بالخدمة السريعة في فندقٍ من فئة ال4 نجوم في فصل الصيف والشتاء على السواء. تختبرُ هنا حُسنَ الضيافة في منطقة جبال الألب والعناية الرائعة بالأطفال والشعور بنسيمٍ من الرفاهية المَلكيّة وقضاءَ لحظاتٍ من الرومانسيّة.

### فندق رودولفشوف فيتاليتي
تستطيع أن تجِدَ فندق رودولفشوف فيتاليتي (Rudolfshof Vitality) من فئة ال4 نجوم، والذي تُديره عائلة، في «كابرون» في موقعٍ مركزيٍ ومع ذلك هادئ في وسط القرية. يوفرُ موقع الفندق الفريد وهو تواجده على تلة منظرا رائعا لمنطقة وادي نهر Salzach باكمله. بُنيَ الفندقُ على الطرازِ النمساوي التقليدي ويقدمُ المأكولات اللذيذة ويوجدُ فيه منتجعٌ صحيٌ للاسترخاء.

### فندق نيو بوست
يعتر فندق نيو بوست (Neue Post) مسكنٌ تقليديٌ في وسط المدينة. حيث بًنيَ على الطرازِ النمساوي التقليدي ويقعُ في وسط مدينة «تسيل أم زي» بين حديقة القصر وباحة الفندق ذات الأشجار العتيقة والحديقة الشتوية والشرفة المُشمسة والبِرَك ومرجةٍ خضراء للاستلقاء تحت أشعة الشمس.

### فندق هايتزمان
ملتقى التقاليد والعصر الحديث
يتميز فندق هايتزمان (Heitzmann) بموقعٍ مناسبٍ جداً، فبحيرة «زيل» وتلفريك اكسبرس المدينة يقعان ضمن مسافةٍ قصيرٍ سيراً على الأقدام من الفندق. 
 نسخة محفوظة 17 مايو 2016 على موقع واي باك مشين.

### فندق لاتيني
تتوفرُ الوجبات في فندق لاتيني (Latini) حتى الساعة الثانية صباحاً وكذلك وجبات الإفطار في وقت مُتأخر. يقعُ فندقُ Latini من فئةِ الأربعة نجوم في مدينة «تسيل أم زي» مباشرةً عند محطة تلفريك Areitbahn في الوادي ويقدمُ وجبات الطعام حتى الساعة الثانية صباحاً وكذلك وجبات الإفطار في وقت مُتأخر. 

### فندق البحيرة فرايبرغ
تعود ملكية فندق البحيرة فرايبرغ (Lake Hotel Freiberg) إلى واحدة من العائلات، ويجري العمل فيه منذ أكثر من 100 عام. يوجد في الفندق حديقةٌ خاصةٌ مع شاطئ ومنطقة للاستلقاء تحت أشعة الشمس. يستخدمُ رئيسُ الطهاة المنتجاتَ المحليّة ليطهو المأكولات النمساوية الخاصة. 
 نسخة محفوظة 27 أغسطس 2011 على موقع واي باك مشين.

### منتجعٌ جبل تاويرن وفندق كابرون
يعد منتجع جبل تاويرن وفندق كابرون (Tauern”-Mountain Spa & Hotel Kaprun) مكاناً لاستجمام صحي حديث قائمٌ في سفوح قمم جبال الألب. يتميز هذا المكان بالطرازُ المعماريُ الفريد الذي يجعله واحداً من أكثر فنادق الاستجمام الصحي إثارة في النمسا. تتوفرُ وسائل الراحة المعاصرة في 138 غرفٍ مزدوجةٍ و20 من الأجنحة الصغيرة وجناحين، وتشاهد من على الشرفات المشاهد البانورامية فوق المناظر الطبيعية الساحرة حول الفندق. 

## بطاقة (تسيل أم زي– كابرون) السياحية
بطاقة 'تسيل أم زي – كابرون' (Zell am See – Kaprun Card) هي تذكرة مُركبة صالحة للاستخدام في كلِّ أماكن الجذبِ السياحي الأكثر شعبية في المنطقة. الشيء الجميل هو أنَّ هذه التذكرة مجانية وتتيحُ لك ممارسة النشاطات الرياضية والثقافية ونشاطات أخرى مُتاحة في المنطقة. هذه البطاقةُ متوفرةٌ بالمجان في مكاتب هيئة السياحة وفي كلِّ الفنادق الرائدة. استمتع ببطاقة تسيل أم زي – كابرون' الشاملة لكلِّ الأماكن